# ناو شهید ناظری
| ناو شهید ناظری ایران · | ناو شهید ناظری ایران ·                  |
| ---------------------- | --------------------------------------- |
| ناو شهید ناظری         |                                         |
| اطلاعات کلی            |                                         |
| نوع کشتی               | کاتاماران                               |
| کشور سازنده            | ایران                                   |
| ساخت کارخانه           | صنایع شهید محلاتی سپاه پاسداران         |
| ورود به ناوگان         | ۱۳۹۵ تا کنون                            |
| مشخصات                 |                                         |
| طول کشتی               | ۵۵ متر                                  |
| پهنای بدنه             | ۱۴ متر                                  |
| بارگیری استاندارد      | ۲۴۰ تن                                  |
| تعداد خدمه             | ۵ نفر                                   |
| سرعت                   | ۲۷ گره دریایی                           |
| برد عملیاتی            | ۱۰ هزار کیلومتر                         |
| جنگ‌افزارها             |                                         |
| رادار                  | مجهز به رادار و تجهیزات الکترونیکی نوین |
| هواگردهای قابل حمل     | ۱ × بالگرد شاهد ۲۷۸                     |
| سرنوشت                 |                                         |

ناو شهید ناظری یکی از شناورهای متعلق به نیروی دریایی سپاه پاسداران انقلاب اسلامی است که در جهاد خودکفایی ندسا و با طراحی کاتاماران ساخته شده و نخستین تجربه این نیرو در ساخت و بکارگیری یک شناور دوربرد می‌باشد. این ناو در شهریور ۱۳۹۵ به نیروی دریایی سپاه ملحق شد.

## عملیات‌ها
یک مورد رویارویی با شناور گشتی نیروی دریایی ایالات متحده آمریکا در سابقه عملیاتی ناو شهید ناظری ثبت شده است. همچنین در ماجرای توقیف نفتکش ویتنامی در خلیج فارس این ناو به عنوان ناو سرفرماندهی وظیفه هدایت عملیات را بر عهده داشت.

## نامگذاری
نام این ناو بر اساس نام سردار محمد ناظری، فرمانده و بنیانگذار یگان ویژه تکاوری نیروی دریایی سپاه پاسداران انتخاب شده‌است.